# Esteban II de Baviera
Esteban II de Baviera (1319-13 de mayo de 1375, Landshut) (alemán: Stephan II mit der Hafte, Herzog von Bayern), después de 1347 fue duque de Baviera. Era el segundo hijo del emperador Luis IV de Baviera con su primera esposa Beatriz de Silesia y miembro de la Casa de Wittelsbach.

## Biografía
Durante el reinado del emperador Luis IV, su hijo Esteban sirvió como vogt de Suabia y Alsacia. Durante la expedición italiana del emperador Luis IV, Esteban se casó con Isabel de Sicilia, hija del rey Federico II de Sicilia el 27 de junio de 1328, para fortalecer la alianza de su padre con Sicilia. El Emperador había adquirido Brandeburgo, Tirol, Holanda y Henao para su casa sino que también había liberado el Alto Palatinado para la rama Palatinado de Wittelsbach en 1329. Cuando su padre murió en 1347, Esteban le sucedió como duque de Baviera y conde de Holanda y Henao junto con sus cinco hermanos. Luis IV había reunido Baviera en 1340, pero en 1349 el país estaba dividido de nuevo por los hijos del emperador, en la Alta Baviera, Baja Baviera-Landshut y Baviera-Straubing. Esteban II gobernó desde 1349 hasta 1353, junto con sus hermanos Guillermo I y Alberto I en Holanda y Baja Baviera-Landshut, desde 1353 sólo en la Baja Baviera-Landshut.
Después de la reconciliación temporal de los Wittelsbach con Carlos IV de Luxemburgo, emperador del Sacro Imperio Romano, que finalmente había confirmado todas las posesiones de los Wittelsbach, Esteban se unió a la expedición de Carlos a Italia en 1354. Pero pronto la Bula de Oro de 1356 provocó un nuevo conflicto, ya que sólo la rama Palatinado de los Wittelsbach y su hermano Luis VI el Romano como margrave de Brandeburgo fueron investidos con la dignidad electoral. Esteban II fue el último hijo del emperador Luis IV, que fue absuelto en 1362 de la excomunión papal.

## Lucha por el Tirol
Cuando el duque Meinhard III de Tirol, hijo de su hermano mayor, Luis V el Brandenburger murió en 1363, Esteban II sucedió también en la Alta Baviera e invadió el Tirol. Para fortalecer su posición contra el duque Rodolfo IV de Austria se alió con Bernabé Visconti. Esteban finalmente renunció a Tirol para los Habsburgo con la Paz de Schärding por una enorme compensación financiera después de la muerte de Margarita del Tirol en 1369.
El conflicto con su hermano Luis VI el Romano sobre el patrimonio bávaro de Meinhard finalmente provocó también la pérdida de Brandeburgo por la dinastía Wittelsbach desde entonces Luis hizo a Carlos IV heredero contratado. Sin embargo Esteban aceptó a su hermano Otón V, el último regente Wittelsbach de Brandeburgo, como su nominal corregente, cuando regresó a Baviera en 1373. Debido a la pérdida de Brandeburgo los duques de Baviera recibieron una compensación económica una vez más. Esteban fue sucedido por sus tres hijos.
Está enterrado en la Catedral de Nuestra Señora de Múnich.

## Matrimonio e hijos
Se casó dos veces. En primer lugar, el 27 de junio de 1328 con Isabel de Sicilia, hija del rey Federico II de Sicilia y de Leonor de Anjou. En segundo lugar, se casó el 14 de febrero de 1359 con Margarita de Núremberg, hija de Juan II de Núremberg y de Isabel de Henneberg. 
Todos sus hijos eran de su primer matrimonio, entre ellos tres hijos, que finalmente se dividieron Baviera entre ellos en 1392 y una hija:
1. Esteban III de Baviera-Ingolstadt (1337 - 26 de septiembre de 1413, Niederschönfeld).
2. Federico de Baviera-Landshut (1339 - 4 de diciembre de 1393, Budweis).
3. Juan II de Baviera-Múnich (1341-1397).
4. Inés (nacida en 1338), se casó c. 1356 con el rey Jacobo I de Chipre.

Dos de los hijos de Esteban (Esteban III y Federico) y un nieto Ernesto (hijo de Juan) se casaron con las hijas de su aliado Bernabé Visconti.
En 1447 Baviera-Ingolstadt se unió con Baviera-Landshut, que fue incautado por Baviera-Múnich, en 1503.